# (381458) Moiseenko
(381458) Moiseenko est un astéroïde de la ceinture principale.

## Description
(381458) Moiseenko est un astéroïde de la ceinture principale. Il fut découvert le 2 septembre 2008 par l'observatoire astronomique Engelhardt. Il présente une orbite caractérisée par un demi-grand axe de 2,66 UA, une excentricité de 0,04 et une inclinaison de 14,3° par rapport à l'écliptique.

## Compléments